# Кірсанов Артемій Павлович
Артемій Павлович Кірсанов (нар. 18 березня 1980, Київ, УРСР, СРСР) — український письменник, сценарист, режисер.

## Життєпис
Народився 18 березня 1980 року в Києві. 
Закінчив київську СШ № 70. 
У 2001 році закінчив факультет режисури Київського національного університету культури і мистецтв, курс Юрія Муравицького.
З 7 жовтня 2018 року член ГО «Гільдія сценаристів України»;
З 26 жовтня 2018 року член «Української Кіноакадемії»,
2014 – 2016 -  ”ІVORY FILMS”, шеф редактор телевізійного проекту «Глядач як Свідок», телекомпанія “СТБ”. Сценарист телевізійного скетчкому: “Коли ми вдома”.
2013 – 2012 -  Продакшн телекомпанії “1+1”. Серіаліті “Каста” на телеканалі “ТЕТ” (32 серії).
2011 – 2007 - Кінокомпанія “Київтелефільм”. Продакшн телекомпанії “1+1” - “Що ти робив минулої п’ятниці?”. Сценарист “Дитячого Євробачення” на «Першому Національному».
2007 – 2006 - Телекомпанія “Інтер”. Продакшн телекомпанії “1+1” - “Ви поїдете на бал?”.
2006 – 2004 - Телекомпанія “Новий канал”.

## У театрі
2001 року в Академічному музично-драматичному театрі імені Лесі Українки міста Кам'янського поставив спектакль «Сільвія» А.Герні. 

## Громадська діяльність
17 жовтня 2018 року Гільдією сценаристів України висунутий в якості претендента на члена національної Ради з державної підтримки кінематографії.
З початку повномасштабної війни України з Росією, 24 лютого 2022 року - волонтер. 

## У кіно
Сценарист
- 2021 — «Життя після 16:30»[2].
- 2019 — «Заборонений» — про Василя Стуса[3].
- 2018 — «Позивний Бандерас»[4]
- 2018 — «Три лате і круасан»

17 жовтня 2018 року у Івано-Франківському Театрі кіно «Люм’єр» стартував мистецький проект «Дні українського кіно», який відкрився прем'єрним показом кінофільму сценариста Позивний Бандерас про українських контррозвідників.

## Книги
- Сергій Дзюба, Артемій Кірсанов. Позивний «Бандерас». Видавництво «Ранок», «Фабула». 2018. ст. 240. ISBN 978-617-09-3924-1
- Сергій Дзюба, Артемій Кірсанов. Позивний Бандерас. Операція «Томос». Видавництво «Ранок», «Фабула». 2021. ст. 256. ISBN 978-617-522-038-2
- Сергій Дзюба, Артемій Кірсанов. Заборонений. Історія життя і боротьби Василя Стуса. 2019